# Aglossosia fusca
Aglossosia fusca là một loài bướm đêm thuộc phân họ Arctiinae, họ Erebidae.